# Iridosornis
Iridosornis is een geslacht van zangvogels uit de familie Thraupidae (tangaren).

## Soorten
Het geslacht kent de volgende soorten:
- Iridosornis analis  – Geelkeeltangare
- Iridosornis jelskii  – Goudkraagtangare
- Iridosornis porphyrocephalus  – Purpermanteltangare
- Iridosornis reinhardti  – Goudbandtangare
- Iridosornis rufivertex  – Goudkruintangare